# 弦楽四重奏曲 (ベルク)
弦楽四重奏曲作品3は、アルバン・ベルクが1910年に作曲した弦楽四重奏曲。ピアノ・ソナタ ロ短調とともに1911年4月24日に初演された。1920年に「わが妻に」の献辞つきで出版された。ベルクの弦楽四重奏曲には他に『抒情組曲』（1926年）がある。
高度な対位法と、無調性が自在に駆使された作品で、以下の2つの楽章から成る。
1. Langsam
2. Mäßige viertel

第1楽章は展開部のないソナタ形式で、第1主題は全音音階から導かれている。第2楽章はロンド形式で構成されているが、第1楽章と共通の主題によっており、第1楽章の展開部が独立したものとも見做しうる。